# Lily Aldridgeová
Lily Maud Aldridgeová (* 15. listopadu 1985 Santa Monica) je americká modelka. Jejími rodiči jsou výtvarník Alan Aldridge a modelka Laura Lyonsová. S modelingem začala v šestnácti letech, kdy se podílela na kampani pro firmu Abercrombie & Fitch, v sedmnácti byla na obálce časopisu Vogue. Od roku 2010 je „andělem“ Victoria's Secret; v roce 2014 se objevila spolu s Chrissy Teigenovou a Ninou Agdalovou na obálce jubilejního vydání Sports Illustrated Swimsuit Issue. Spolupracuje rovněž s časopisy Harper's Bazaar, GQ a Cosmopolitan. V roce 2014 hostovala v jedné epizodě televizního seriálu 2 Socky. Zastupuje ji agentura IMG Models.

## Osobní život
Jejím manželem je od roku 2011 Caleb Followill, zpěvák skupiny Kings of Leon, mají spolu dceru a syna. Aldridgeová účinkovala ve videoklipech skupiny k písním „Use Somebody“ a „Temple“.